# Slaviša Stojanović (calciatore 1989)
Slaviša Stojanović (in serbo Cлaвишa Cтojaнoвић?; Smederevo, 27 gennaio 1989) è un calciatore serbo, attaccante dell'Inđija.

## Carriera
Ha giocato nella massima serie dei campionati serbo, israeliano ed indiano.